# شهرستان جفرسون (مونتانا)
شهرستان جفرسون، ایالت مونتانا (به انگلیسی: Jefferson County, Montana) یک سکونتگاه مسکونی در ایالات متحده آمریکا است که در ایالت مونتانا واقع شده‌است.

## خصوصیات
شهرستان جفرسون ۴٬۲۹۶٫۸۱ کیلومترمربع مساحت دارد.